# アメリカ光学会
アメリカ光学会（アメリカこうがくかい、Optica）は、光学とフォトニクスに関係する個人と企業による専門職団体。ジャーナルを発行し、会議や見本市を開催している。2019年は約300の会社含む100を超える国に約22,000人の会員がいた。

## 歴史
1916年、パーリー・G・ナッティングの指導の下、ニューヨークのロチェスターに拠点を置く30人の光学者と機器メーカーによりOptical Society of Americaとして設立された。すぐに研究結果の最初のジャーナルを発行し、年次会議を立ち上げた。
最初のローカルセクションは1916年にニューヨーク州ロチェスターで立ち上げられ、1918年には機関誌『Journal of the Optical Society of America』が発行された。
アメリカ物理学会との最初の合同会議は1918年に行われた。
2008年に名称をOptical Societyに変更し、さらに2021年には現在のOpticaという名称に変更した
。

## 科学パブリッシング
多くのジャーナルと雑誌を発表している。

### 主なジャーナル
- Advances in Optics and Photonics, ISSN 1943-8206;  2009–現在 - 長いレビュー論文やチュートリアルを発表する
- Applied Optics, ISSN 1559-128X (print); ISSN 2155-3165 (online);  1962–現在 - 光学応用を中心とする研究をカバーしている
- Biomedical Optics Express, ISSN 2156-7085; 2010–現在 - ライフサイエンスにおける光学、フォトニクス、イメージングをカバーするオープンアクセスジャーナル
- Journal of the Optical Society of America, 1917–1983,[6] 1984年に2つのジャーナルに分かれた
  - Journal of the Optical Society of America A, ISSN 1084-7529 (print); ISSN 1520-8532 (online); 1984–現在Present - 光学、イメージサイエンス、ビジョンの研究をカバーする
  - Journal of the Optical Society of America B, ISSN 0740-3224 (print); ISSN 1520-8540 (online); 1984–現在 光物性の研究をカバーする
- Optica, ISSN 2334-2536;  2014–現在 - 光学およびフォトニクスの全ての分野におけるインパクトの大きい結果を早く広く知らせている[7]。
- Optical Materials Express, ISSN 2159-3930;  2011–現在 - An 新たな光学材料、その性質、モデリング、合成、製造技術の進展をカバーするオープンアクセスジャーナル
- Optics Express, ISSN 1094-4087; 1997–現在 - 光学の全ての分野をカバーするオープンアクセスジャーナル
- Optics Letters, ISSN 0146-9592 (print); ISSN 1539-4794 (online); 1977–現在 - 光科学および技術の全ての分野で短い論文の早いパブリケーションを提供する。
- OSA Continuum, ISSN 2578-7519; 2018–現在 – 光学とフォトニクスにおける論文の早いパブリケーションを提供するオープンアクセスジャーナル。なお2022年から名称をOptics Continuumに改称している。

### パートナードジャーナル
- Applied Spectroscopy, 1951–現在 応用分光学会により発行されている。
- Chinese Optics Letters, 2003–現在 Chinese Laser Pressにより発行されている。
- Journal of Optical Communications and Networking, 2009–現在 OSAとIEEEにより発行されている。2002年から2009年はJournal of Optical Networkingという名称であった。
- Journal of Display Technology, 2005–2016. OSAとIEEEにより発行されている。
- Journal of Lightwave Technology, 1998–現在 OSAとIEEEにより発行されている。
- Journal of Optical Technology, 1999–現在 S. I. Vavilov State Optical Instituteにより発行されているOpticheskii Zhurnalの英語翻訳
- Journal of Optical Society of Korea, 2007–現在 韓国光学会により発行されている。
- Photonics Research, 2013–現在 OSAとChinese Laser Pressにより発行されている。

### 雑誌
Optics and Photonics News, 1975–現在 全会員に配布される。

## 表彰
OSAフェロー、オノラリーメンバーシップや賞/メダル含む賞を授与している。賞やメダルプログラムはOSA Foundation (OSAF)を通して授与される。20を超える名前の付いた賞がある。
- フレデリック・アイヴズメダル/Jarus W. Quinn Prize
- Esther Hoffman Beller Medal
- Max Born Award
- Stephen D. Fantone Distinguished Service Award
- Michael Stephen Feld Biophotonics Award
- Paul F. Forman Team Engineering Excellence Award
- Joseph Fraunhofer Award/Robert M. Burley Prize
- The Joseph W. Goodman Book Writing Award
- Nick Holonyak Jr. Award
- Robert E. Hopkins Leadership Award
- Sang Soo Lee Award
- Emmett N. Leith Medal
- Edwin H. Land Medal
- Ellis R. Lippincott Award
- Adolph Lomb Medal
- C.E.K. Mees Medal
- William F. Meggers Award in Spectroscopy
- David Richardson Medal
- Edgar D. Tillyer Award
- チャールズ・ハード・タウンズ賞
- ジョン・ティンダル賞
- Herbert Walther Award
- R・W・ウッド賞

## 会長
以下が会長一覧
- 1918–1919: Frederick Eugene Wright
- 1920: フロイド・K・リヒトマイヤー
- 1921: James P. C. Southall
- 1922–1923: レナード・T・トロランド
- 1924–1925: ハーバート・ユージーン・アイヴス
- 1926–1927: William E. Forsythe
- 1928–1929: Irwin G. Priest
- 1930–1931: Loyd A. Jones
- 1932: Eugene C. Crittenden
- 1933–1934: Wilbur B. Rayton
- 1935–1936: Arthur C. Hardy
- 1937–1938: Roswell Clifton Gibbs
- 1939–1940: Kasson S. Gibson
- 1941–1942: Archie G. Worthing
- 1943–1944: August H. Pfund
- 1945–1946: George R. Harrison
- 1947–1948: Rudolf Kingslake
- 1949–1950: William F. Meggers
- 1951–1952: Brian O'Brien
- 1953–1954: ディーン・B・ジャッド
- 1955–1957: Ralph A. Sawyer
- 1958: Irving C. Gardner
- 1959: John D. Strong
- 1960: ジェイムズ・G・ベイカー
- 1961: Wallace R. Brode
- 1962: デビッド・マクアダム
- 1963: Stanley S. Ballard
- 1964: Richard C. Lord
- 1965: Seibert Q. Duntley
- 1966: Van Zandt Williams
- 1967: John A. Sanderson
- 1968: Arthur F. Turner
- 1969: Karl G. Kessler
- 1970: W. Lewis Hyde
- 1971: ブルース・H・ビリングス
- 1972: アデン・マイネル
- 1973: Robert E. Hopkins
- 1974: F. Dow Smith
- 1975: アーサー・ショーロー
- 1976: Boris P. Stoicheff
- 1977: Peter Franken
- 1978: Emil Wolf
- 1979: Dudley Williams
- 1980: Warren J. Smith
- 1981: アンソニー・J・デマリア
- 1982: Robert P. Madden
- 1983: Kenneth M. Baird
- 1984: Donald R. Herriott
- 1985: Robert R. Shannon
- 1986: Jean M. Bennett
- 1987: ロバート・G・グリーンラー
- 1988: William B. Bridges
- 1989: Herwig Kogelnik
- 1990: Richard L. Abrams
- 1991: John N. Howard
- 1992: Joseph W. Goodman
- 1993: Elsa M. Garmire
- 1994: Robert L. Byer
- 1995: Tingye Li
- 1996: Duncan T. Moore
- 1997: Janet S. Fender
- 1998: Gary C. Bjorklund
- 1999: Anthony E. Siegman
- 2000: Erich P. Ippen
- 2001: Richard C. Powell
- 2002: Anthony M. Johnson
- 2003: G. Michael Morris
- 2004: Peter L. Knight
- 2005: Susan Houde-Walter
- 2006: Eric Van Stryland
- 2007: Joseph H. Eberly
- 2008: Rod C. Alferness
- 2009: Thomas M. Baer
- 2010: James C. Wyant
- 2011: Christopher Dainty
- 2012: Tony Heinz
- 2013: ドナ・ストリックランド
- 2014: Philip H. Bucksbaum
- 2015: Philip St. John Russell
- 2016: Alan E. Willner
- 2017: Eric Mazur
- 2018: Ian Walmsley